# Silnice II/300
Silnice II/300 je silnice II. třídy spojující města Hořice (silnice I/35), Miletín a Dvůr Králové nad Labem se silnicí I/37 a v druhé větvi silnici I/14 se Žacléřem a hraničním přechodem Královec–Lubawka. Původně vedla silnice z Hořic až do Trutnova bez přerušení, ale v 90. letech její 19 kilometrů dlouhou část nahradila prodloužená silnice I/37. Ta však bude s pokračující stavbou dálnice D11 naopak nahrazena silnicí II/611. V budoucnu bude silnice 300 hned dvakrát křížit dálnici.
Nejvyšší místo silnice se nachází na průsmyku Stachelberg v Trutnově-Babí v nadmořské výšce 640 m n. m.

## Vedení trasy

### Okres Jičín
- Hořice, křížení s I/35 a III/3267
  - křížení s III/32524, III/32510, III/32520, III/3002 a II/501
- Dachovy, křížení s III/3003 a III/28444
- křížení s III/3004
- Miletín, křížení s III/3001, II/284 a III/28453
- Trotinka, křížení s III/3005

### Okres Trutnov
- Zdobín, křížení s III/3007
- Dehtov, křížení s III/3008 a III/30010
- křížení s II/325
- Lipnice
- Dvůr Králové nad Labem
  - křížení s III/30011, III/30012, III/29915. peáž po II/299
  - křížení s III/29928
- křížení s III/29929
- Kocbeře, křížení a peáž s I/37

Další pokračování je až 19 km peáže po I/37 a I/14
- Horní Staré Město, křížení s I/14, konec peáže
- Babí
- Prkenný Důl, křížení s III/30019
- Žacléř. křížení s III/30021, III/30022
- Královec, křížení s I/16

## Související silnice III. třídy
- III/3001 Hořice, křížení s III/32520 – III/32540 – III/28453 – Miletín
- III/3002 spojka z Hořic na I/35, kříží se s III/28429
- III/3003 Dachovy – II/501
- III/3004 odbočka Červená Třemošná, křížení s III/28444 – Dobeš – Lukavec u Hořic, křížení s II/501
- III/3005 Trotinka – Trotina, křížení s III/3007 – Zábřezí, křížení s III/3008 a III/3006 – Doubravice, křížení s II/325
- III/3006 Zábřezí – Řečice
- III/3007 Trotina – Zdobín, křížení s II/300
- III/3008 Zábřezí – Dolní Dehtov, křížení s II/300 – Třebihošť, křížení s III/3009 a III/28448
- III/3009 Třebihošť – III/30010
- III/30010 Horní Dehtov – III/3009 – Bílá Třemešná, křížení s II/325
- III/30011 Dvůr Králové nad Labem – Sylvárov – III/32543
- III/30012 Dvůr Králové nad Labem – Nové Lesy, křížení s III/30013 – Bílá Třemešná, křížení s II/325
- III/30013 Nové Lesy – Filířovice
- III/30019 Prkenný Důl – Křenov, křížení s III/30020 – III/30022
- III/30020 ve vsi Křenov
- III/30021 Žacléř – Bobr
- III/30022 Žacléř – Lampertice – III/30019 – Brnartice, křížení s I/16